# Xylotoles inornatus
Xylotoles inornatus är en skalbaggsart som beskrevs av Thomas Broun 1880. Xylotoles inornatus ingår i släktet Xylotoles och familjen långhorningar. Inga underarter finns listade i Catalogue of Life.